# Parzyn
Parzyn (dodatkowa nazwa w j. kaszub. Pôrzin, niem. Parczyn) – wieś kaszubska w Polsce położona w województwie pomorskim, w powiecie chojnickim, w gminie Brusy na obszarze Zaborskiego Parku Krajobrazowego i nad jeziorem Parzyńskim. Wieś jest częścią składową sołectwa Przymuszewo.
W latach 1975–1998 miejscowość administracyjnie należała do województwa bydgoskiego.